# 月の輪田

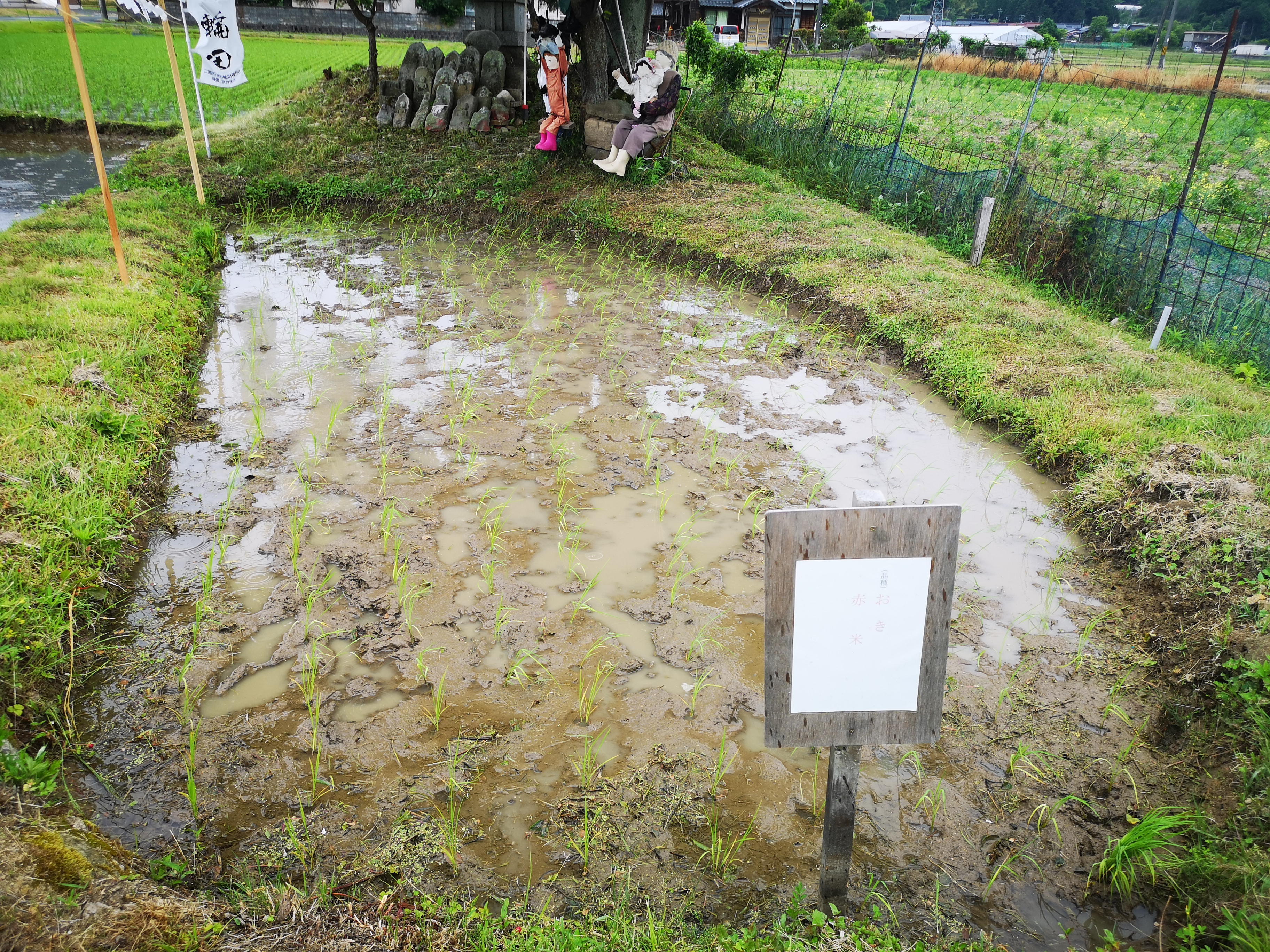
「月の輪田」（2020年6月田植え直後）

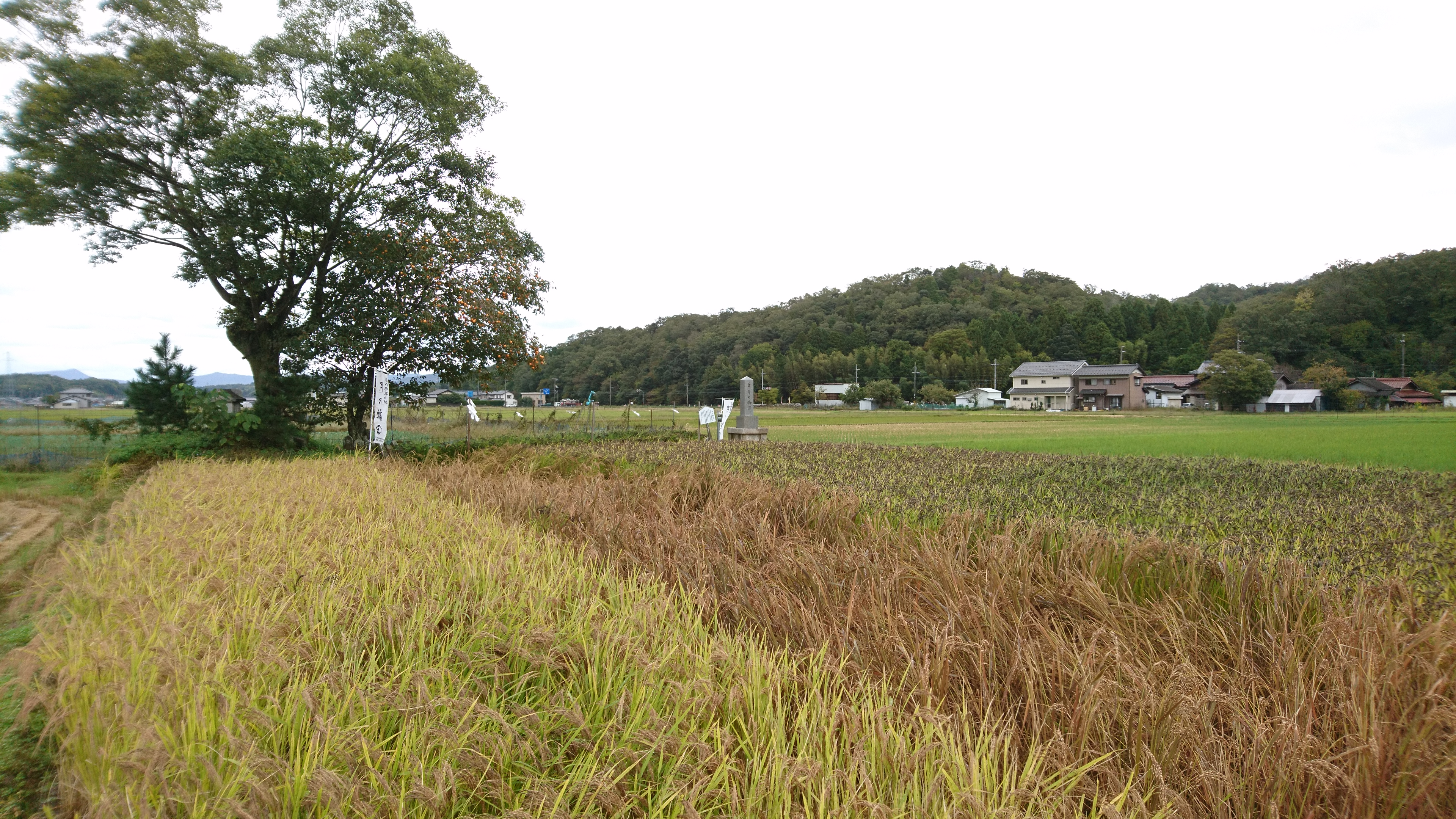
京丹後市峰山町二箇の「月の輪田」とともに管理されている隣田（2018年秋）

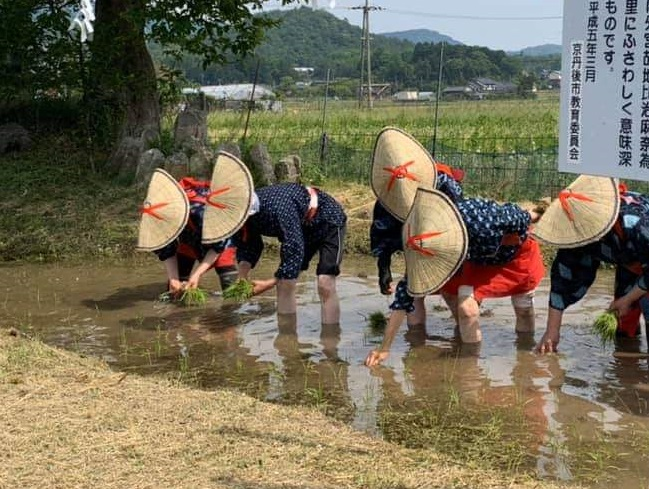
早乙女姿の女性たちによる田植え（2019年5月26日）

月の輪田（つきのわでん）は、京都府京丹後市峰山町二箇にある、京丹後市が所有する約7平方メートルの水田史跡。稲作発祥の地とする伝承がある。「月の輪」の名は三日月形の田であることに由来し、「三日月田（みかづきた）」ともいう。

## 由緒
京丹後市峰山町二箇と苗代の間に所在する、三日月形の小規模な田である。江戸時代に編纂された『丹後旧事記』（たんごくじき）などによると、食物の女神・豊受大神が、天照大神のために籾種を蒔いて稲作をした場所が、月の輪田であるとされる。豊受大神は丹後地方で広く信仰される神で、この田で稲を育てて天照大神に献上したという伝承が残る。豊受大神は、古くは月の輪田の付近に所在する比沼麻奈為神社に鎮座していたと伝えられ、後に三重県の伊勢神宮外宮に祀られるようになった。
『日本書紀』神代の巻では、天照大神が保食神の身から生じた稲種を天狭田と長田に初めて植えたのを稲作の起こりとするが、『丹後旧事記』の校閲者・小松国廉の解説によれば、その場所が月の輪田であるとする。ただ、同様に稲作発祥の地とされる伝承は同地区・二箇の八幡神社付近の小字「稲谷」（稲代谷ともいう）にも伝わり、定かではない。
同様の伝承は他県でもみられ、鹿児島県では霧島市霧島田口の「狭名田の長田」が瓊瓊杵尊により初めて水稲が作られた地であるとする説が伝わり、霧島神宮の神田として管理されているほか、種子島や佐賀県唐津市の菜畑遺跡も稲作発祥の地と伝えられている。

## 歴史
峰山町吉原（かつての安村）に所在する式内社・稲代神社にまつわる伝承で「月輪田」が語られている。稲代神社の文政5年の棟札には「稲苗代神社」と記載され、しばしば五箇の苗代村と混同されたため、月の輪田は古来、安村にあったとする説と苗代村にあったとする説がある。21世紀初頭における月の輪田は、二箇から苗代に通じる道の東側に位置するが、20世紀に耕地整理で場所を移しており、神代の伝承地と同位置ではない。
月の輪田は、江戸時代には水田として使われた記録が残るが、祟りがあるとして領主も年貢を課すのを忌避した。また、耕作しないのも二箇・苗代の両村に祟りがあるといわれ、昭和時代前期には身を清めた二箇村の者が稲を育て、1斗2 - 3升の精米を初穂として伊勢の御師幸福出雲太夫に奉納し、藁はすべて田に戻して翌年の肥料としていた。しかし、昭和30年代以降は耕作放棄地とした。
2013年（平成25年）、丹後建国1300年を記念して地域の歴史を再認識しようと、京丹後市と二箇地区が月の輪田の復興を企画し、地域住民らが耕作を行っての古代米栽培が始まった。同年の田植え式では、京都府知事の山田啓二や地元区長らが、早乙女姿の女性らとともに古代米の田植えを行い、秋には収穫した米を伊勢神宮に奉納した。2014年（平成26年）以降は、稲穂は約2週間、天日で干した後に脱穀し、地元で消費する。

## 祭事

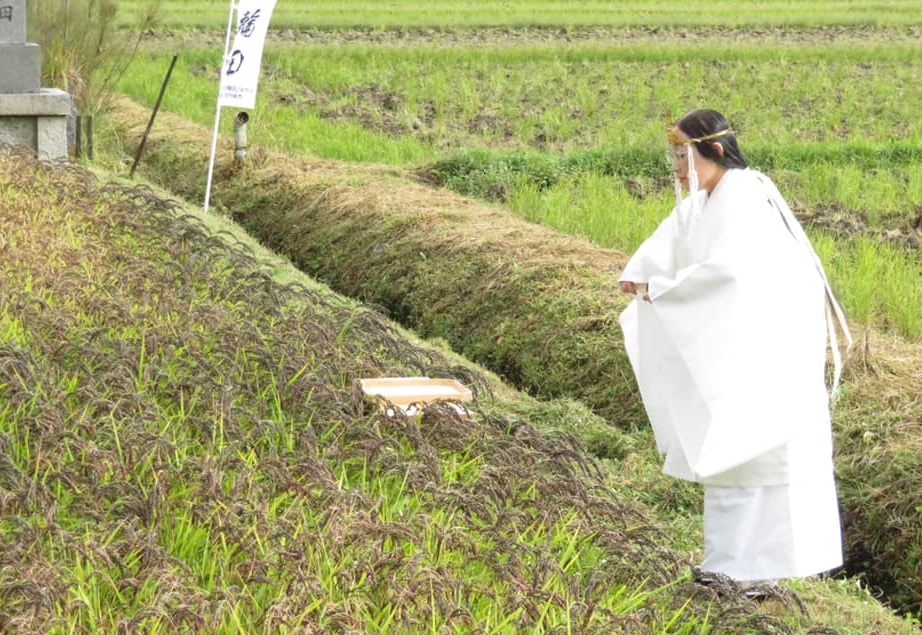
大嘗祭の儀式に準じて行われた2019年の祝詞神事

初夏に古代米の田植え式を行い、秋に収穫した米を、時折伊勢神宮へ奉納する。奉納時期はまちまちで、復興の年の2013年（平成25年）は12月11日、翌年は年明けの2015年（平成27年）2月21日に奉納された。
2014年（平成26年）は、5月25日に古代米の赤米と餅米の苗植えを行い、10月18日に稲刈り式を行った。

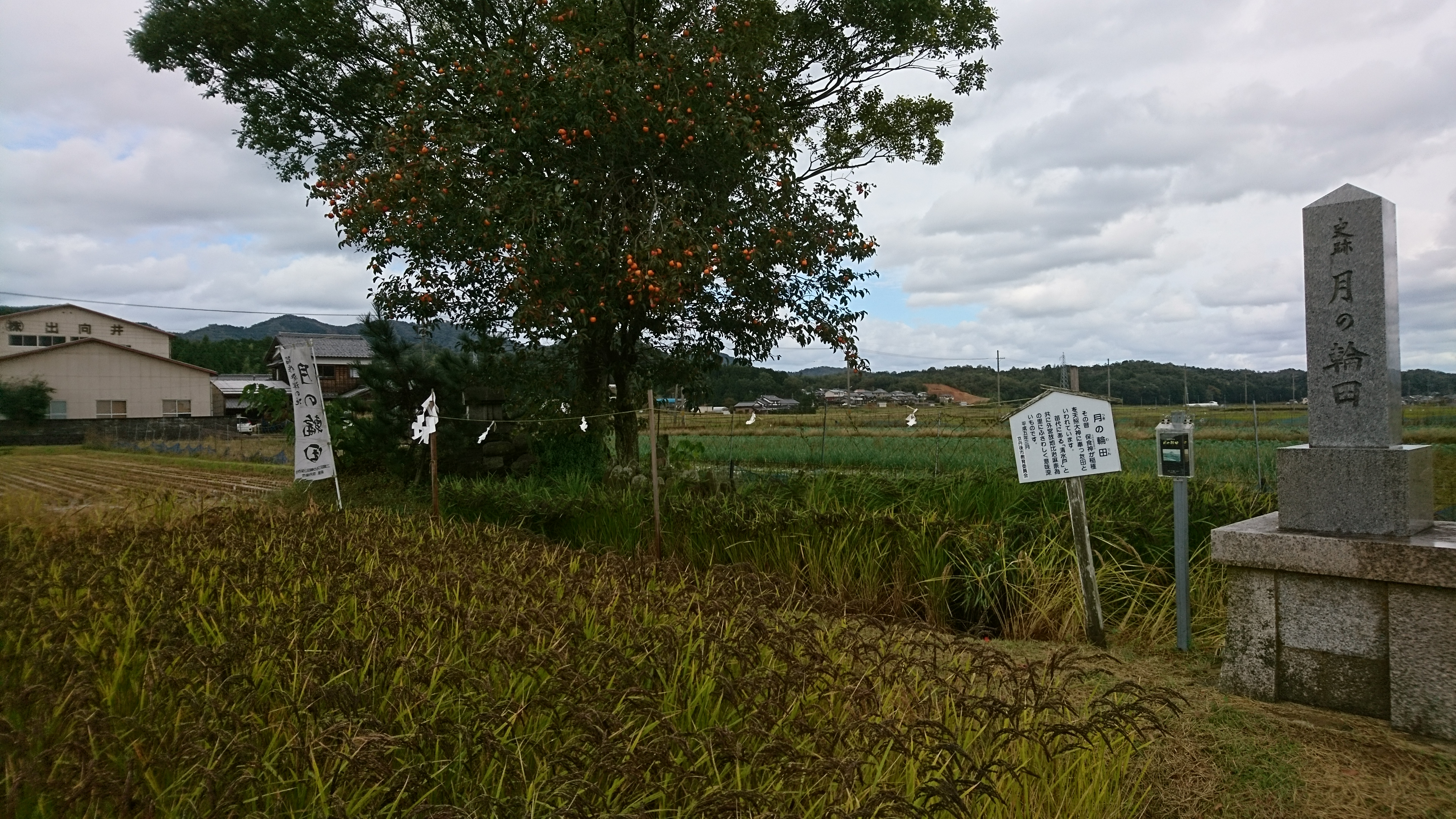
「月の輪田」（2018年秋）
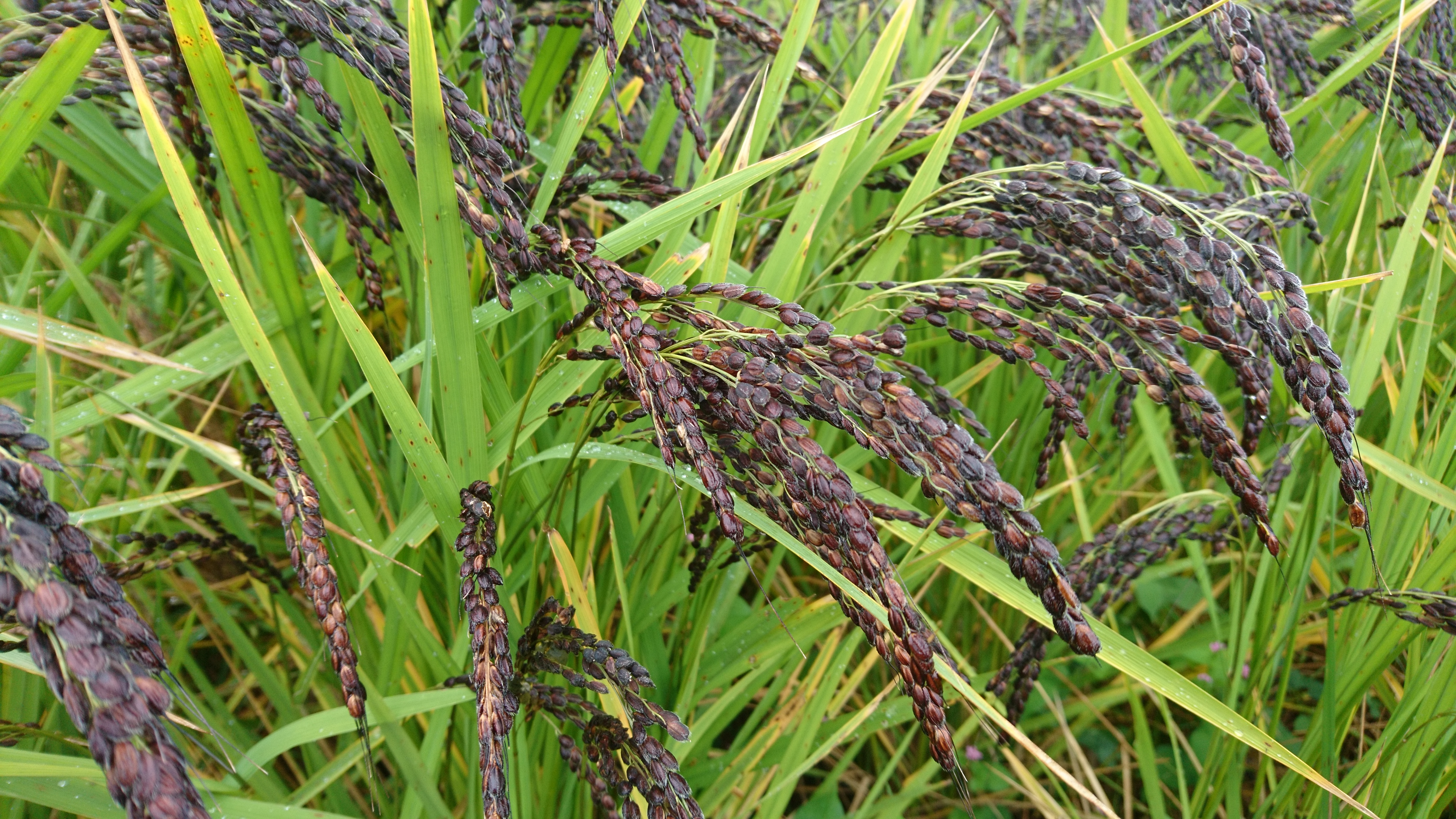
2018年に栽培された古代米・瑞雲黒米（もち米）
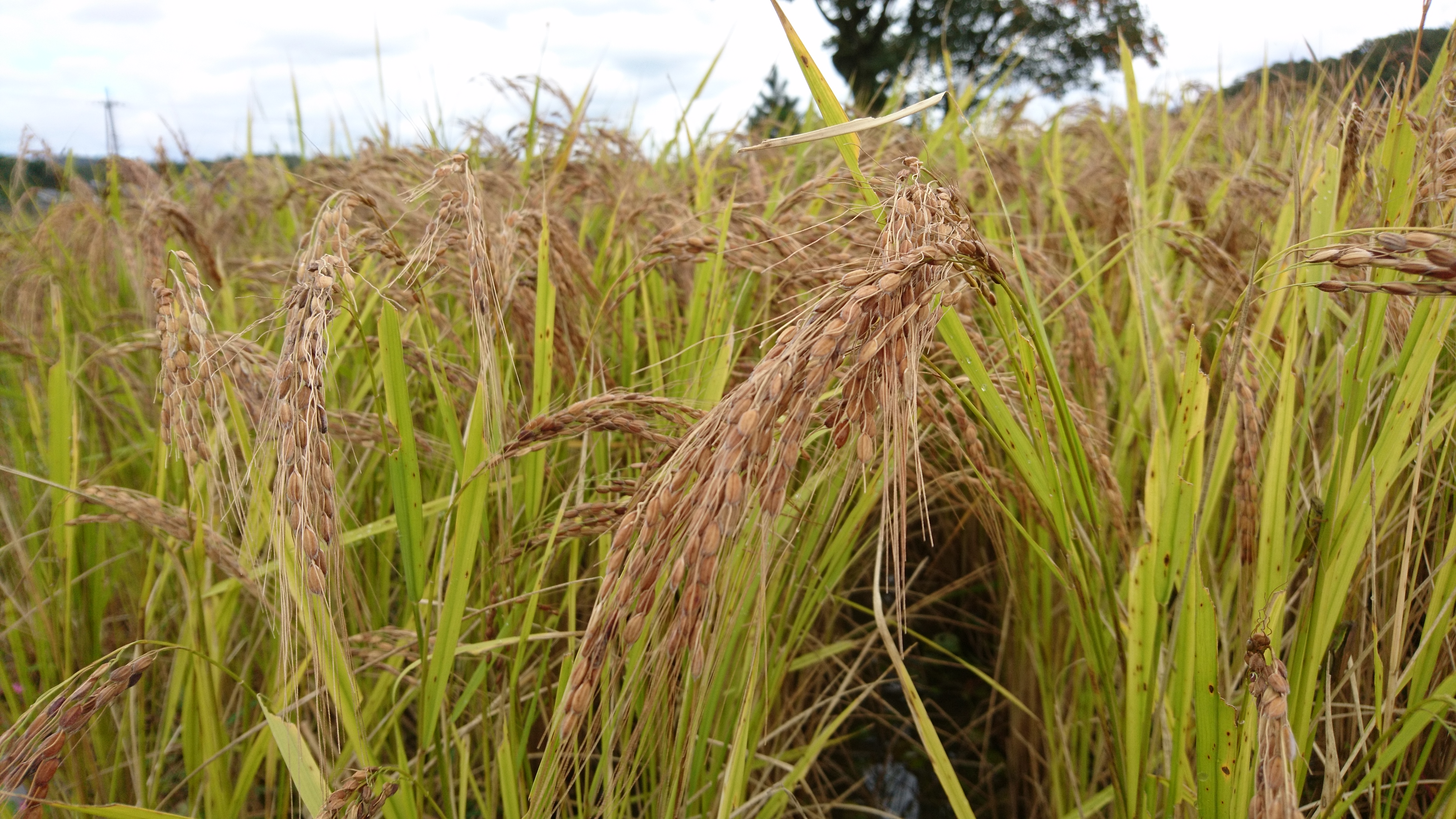
2018年に栽培された古代米・紅かんざし（赤米）
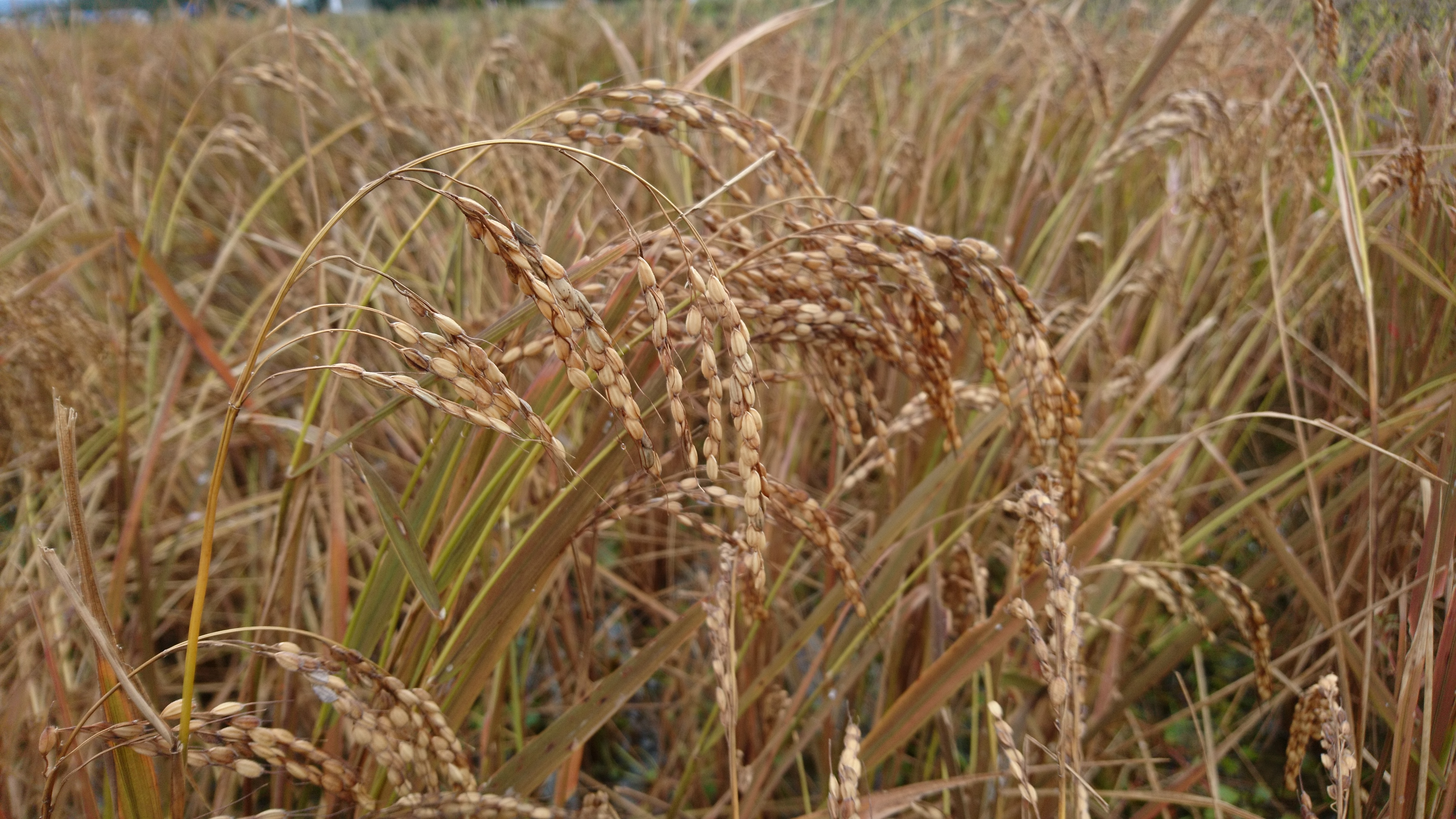
2018年に栽培された古代米・紫稲（うるち米）

## 関連史跡「清水戸」

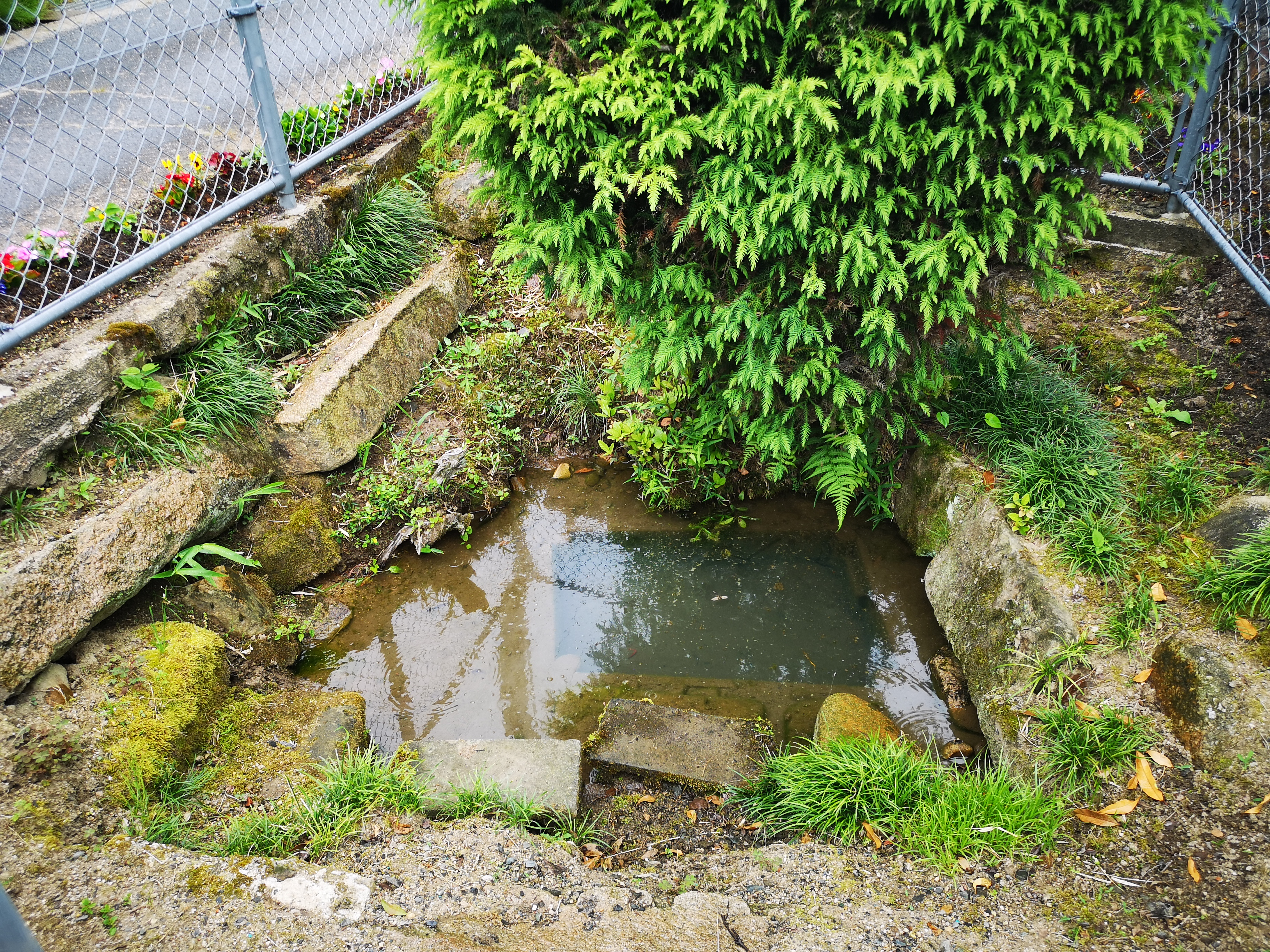
清水戸（峰山町苗代）

苗代集落の交差点に、「清水戸（せいすいど）」と呼ばれる石で囲われた5尺四方、深さ3尺の井水があり、二箇集落に隣接する五箇集落の伝承『五箇村郷土誌』によれば、豊受大神が五箇ではじめて農耕を行った際、籾を浸した場所であるとする。「いざなぎや 種をひたする清水戸 五穀始まる これぞ苗代」の古歌が伝え残されている。ここでいう「いざなぎ」は磯砂山を意味する。

## 現地情報
所在地は、二箇区民館（京都府京丹後市峰山町二箇八反田245）付近。
周辺の旧跡に、二本松稲荷の祠と柿木地蔵がある。

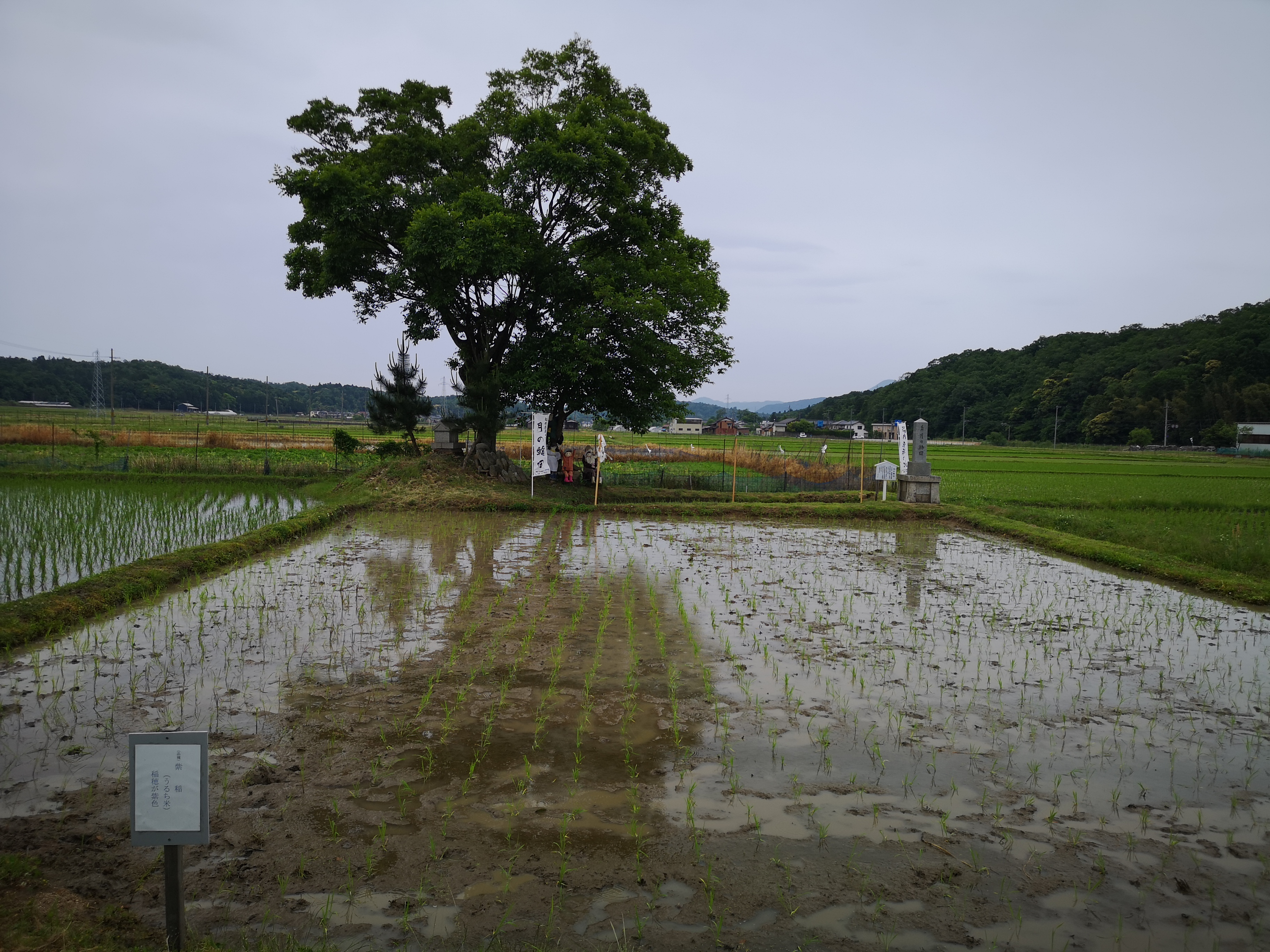
月の輪田とともに管理される隣田
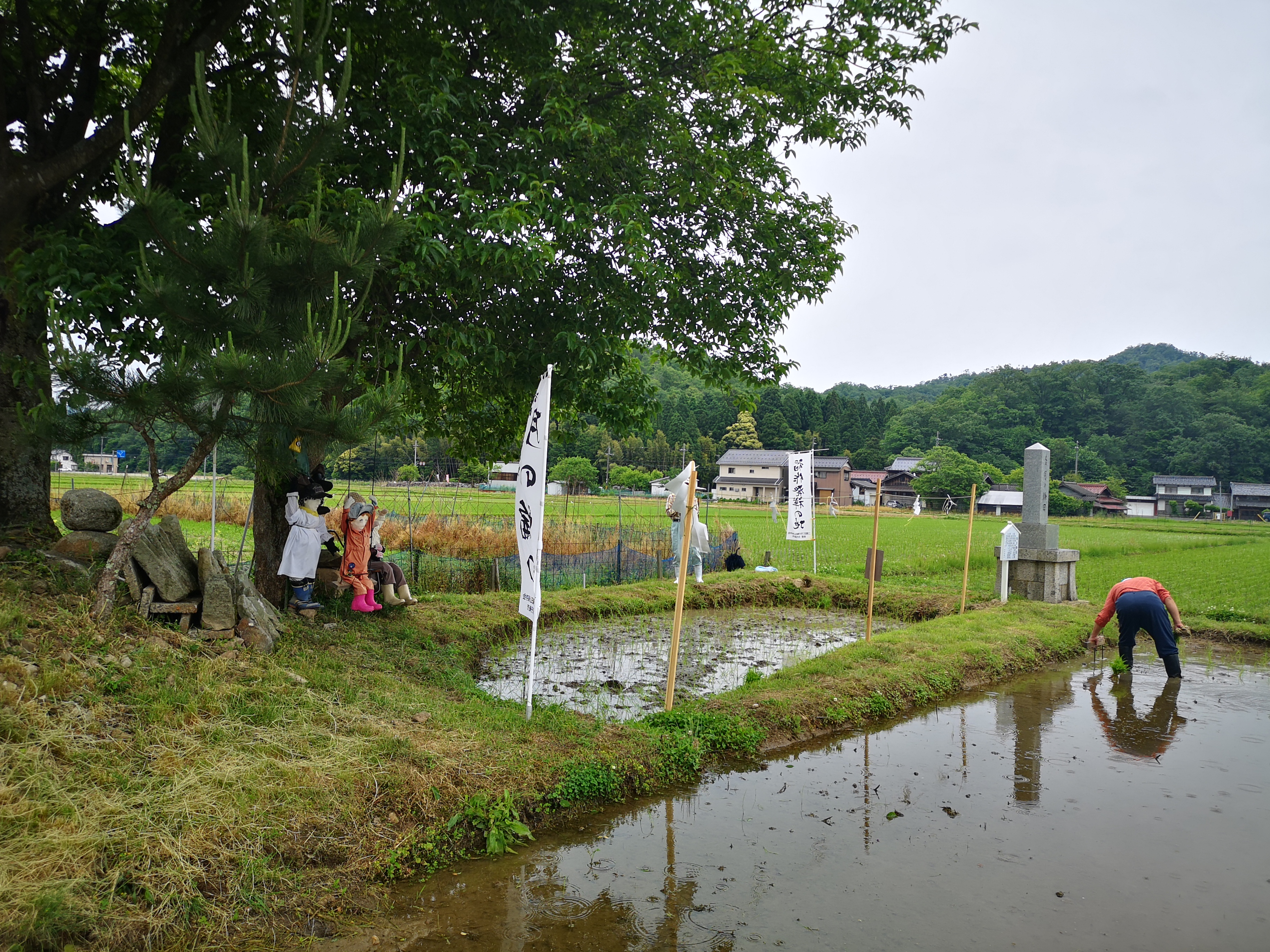
月の輪田
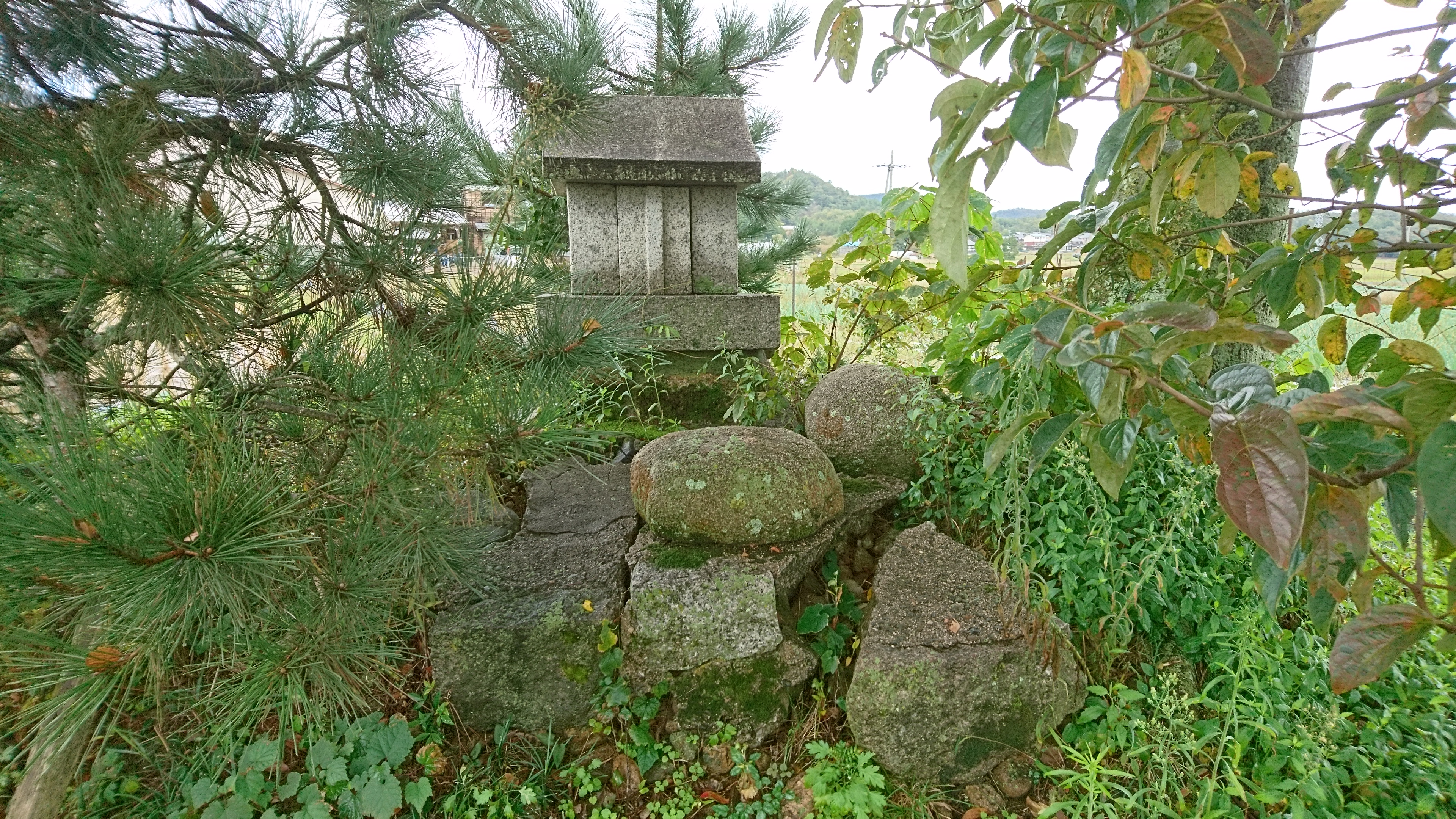
祠
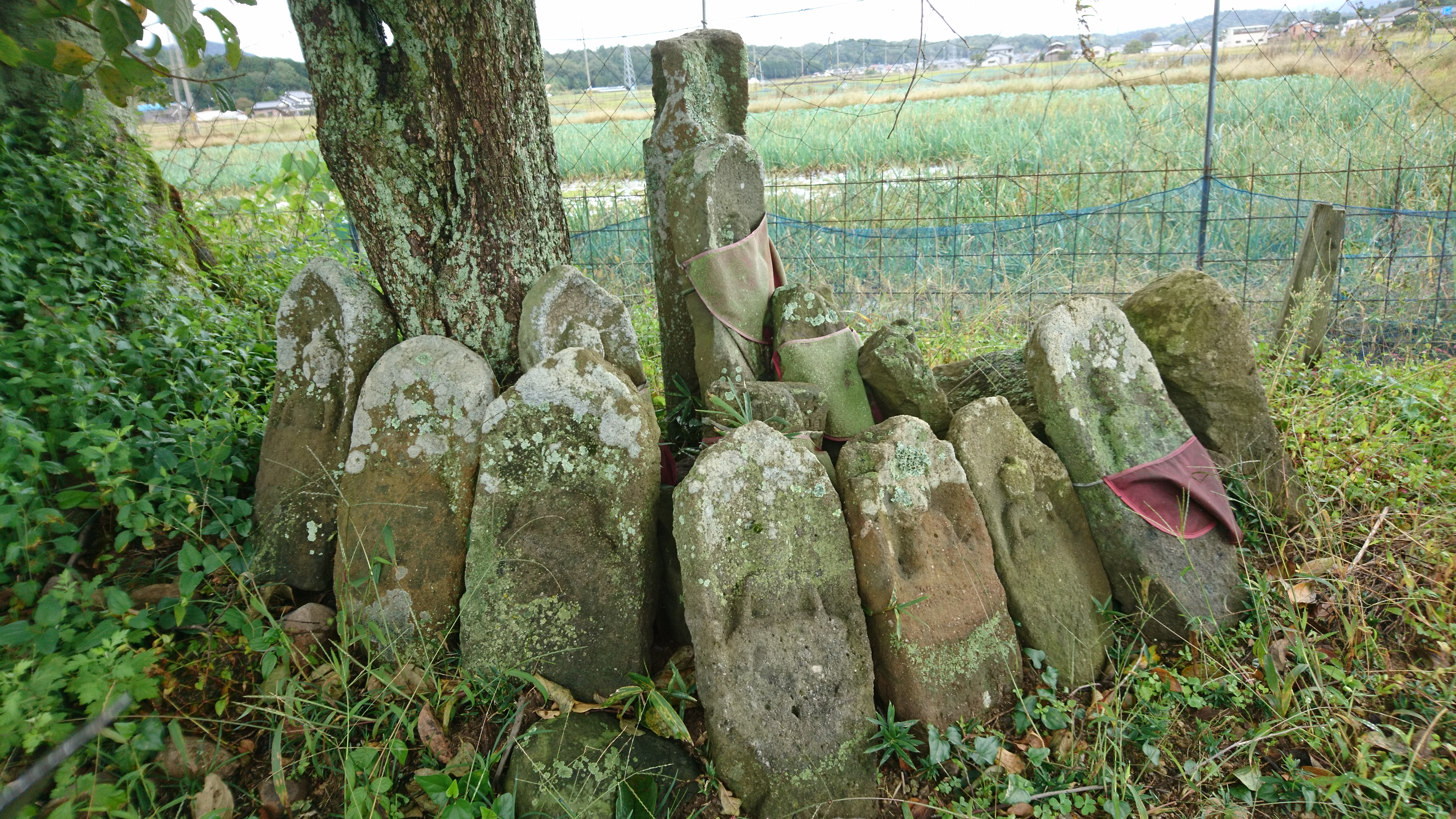
柿木地蔵